# Gatsby Charitable Foundation
La Gatsby Charitable Foundation è un trust per la concessione di sovvenzioni, con sede a Londra, fondato da David Sainsbury nel 1967. L'organizzazione è una delle Sainsbury Family Charitable Trusts, istituita per fornire finanziamenti per cause benefiche. Sebbene l'organizzazione sia autorizzata nel suo atto costitutivo a concedere sovvenzioni generali all'interno di questa vasta area, le sue attività sono state generalmente limitate a un numero limitato di campi.

## Scopi
Nel momento in cui si scrive (novembre 2018) le categorie di intervento sono:
- Educazione alla scienza e all'ingegneria
- Scienza delle piante
- Neuroscienze
- Alleviazione della povertà in Africa
- Le arti
- Politica pubblica

Queste categorie possono tuttavia cambiare di volta in volta.

## Altre attività
Tra le sue attività, la Gatsby Charitable Foundation finanzia la Gatsby Computational Neuroscience Unit presso l'University College London, la Sainsbury Management Fellowships, l'Institute for Government con sede a Carlton House Terrace e il Sainsbury Laboratory. Ha finanziato a lungo il Centro per la Salute Mentale, ma sta per lo più ritirando tali finanziamenti nel 2010. Più recentemente la fondazione è diventata un co-sponsor del programma University Technical Colleges, in collaborazione con il Baker Dearing Trust.